# Uruffe
Uruffe is een gemeente in het Franse departement Meurthe-et-Moselle (regio Grand Est) en telt 348 inwoners (2005). De plaats maakt deel uit van het arrondissement Toul.

## Geografie
De oppervlakte van Uruffe bedraagt 13,0 km², de bevolkingsdichtheid is 26,8 inwoners per km².
De onderstaande kaart toont de ligging van Uruffe met de belangrijkste infrastructuur en aangrenzende gemeenten.

## Demografie
Onderstaande figuur toont het verloop van het inwonertal (bron: INSEE-tellingen).